# Josep Vilaseca i Casanovas
Pour les articles homonymes, voir Vilaseca.
Josep Vilaseca i Casanovas (Barcelone, 1848 - Barcelone, 1910) était un architecte, dessinateur et aquarelliste catalan. Ce fut le plus représentatif des pré-modernistes catalans.

## Biographie
Il étudia l'architecture à Madrid où il se gradua en 1873. Il voyagea avec Lluís Domènech i Montaner en Allemagne. En 1874, un an après avoir été diplômé, il devint professeur à l'école d'architecture de Barcelone dont il devint recteur jusqu'à sa mort.
Vilaseca se distingue par sa culture. Voyageant beaucoup, il dessinait avec une grande précision et de nombreux détails les œuvres architecturales qu'ils voyait.  Rosemarie Bletter classifia sa progression stylistique de la façon suivante : Renaissance, architecture égyptienne, mozarabe, néogothique, art japonais, modernisme. Il n'atteignit pas la qualité de certains architectes contemporains, mais accomplit cependant un travail important.
Après sa collaboration avec Domènech i Montaner durant la décennie 1870, il conçut une fabrique textile pour  Francesc Vidal i Jevellí (1879-1884), qu'il remplit de détails pris dans ses références classiques. Il réalisa une étude pour les frères Masriera (1882), encore profondément marquée par l'influence de la renaissance catalane.
Sur la tombe Batlló (1885), la Casa Pla (1885-1886) et la Casa Bruno Cuadros (1885-1895, maison aux parapluies), il manifesta une claire influence égyptienne, dérivée de l'exotisme orientaliste français provoqué par l'expédition de Napoléon en Égypte et ravivée par les liens de Ferdinand de Lesseps avec la ville de Barcelone.
Son choix de la brique pour la construction de l'arc de Triomphe pour l'exposition universelle de 1888 eut une influence fondamentale. Bien qu'elle eût été considérée comme un matériau pauvre, elle fut utilisée par la suite par Domènech pour le Castell dels Tres Dragons, par Pere Falqués pour un pavillon agricole, par  Gaietà Buïgas pour le pavillon naval, par Josep Fontserè i Mestre pour son Umbràcul, et dans de nombreux autres édifices de l'exposition universelle. En plus de donner une cohésion aux divers édifices, le choix de ce matériau dénote une attitude pro-hispanique, rappelant la présence de la brique dans les constructions arabes et mozarabes.
De ce point de vue, Vilaseca réutilisa un vocabulaire médiéval : ses dessins congelaient les formes sans leur laisser de fluidité, comme le faisaient Domènech i Montaner ou Gaudí.
Les détails de ses œuvres étaient raffinés, précédés de dessins précis comme l'attestent les trois maisons construites par la famille Batlló (entre 1892 et 1896), et jusque pour la casa Joaqui Cabot (1901-1905) où il commença à incorporer des éléments du modernisme.
C'est précisément parce que Vilaseca n'était pas à l'avant-garde qu'il démontra une réelle consistance dans sa créativité architecturale

## Autres œuvres notables
- Casa Vilaseca, plaça Urquinaona, disparue (1874)
- Panthéon d'Anselm Clavé au Cimetière de Poble Nou (Barcelone) avec Lluís Domènech i Montaner) 1874-1876
- Cambril de la Mare de Déu de la Bonanova (Barcelone) (avec Lluís Domènech i Montaner) (1876)
- Magasin d'art de Francesc Vidal i Jevellí, consacré aux arts graphiques, 326 rue de la Députation intersection avec le 60 rue de Bailen (1881). Postérieurement, eln1892, une partie de l'édifice fut convertie en couvent-école du Sacré Cœur par  Enric Sagnier.
- Atelier Masriera, bâtiment en forme de temple classique pour les frères Masriera (1882)
- Monument à Bonaventura Carles Aribau, au Parc de la Ciutadella. Architecte Vilaseca et sculpteur Manel Fuxà i Leal (1884)
- Casa de Narcís Pla 11 rue de Pelai, (Barcelone). (1885)
- Panthéon de la Famille Batlló au cimetière de Montjuïc avec des sculptures de Manel Fuxà. (1889)
- Monument à Josep Anselm Clavé, sur le Passeig de Sant Joan. Vilaseca fut l'architecte et  Manel Fuxà i Leal le sculpteur. (1888)
- Arc de Triomphe, porte d'entrée de l'Exposition universelle de 1888.
- Casa Bruno Cuadros, 82 la Rambla, (Barcelone). C'est une réforme de 1888 d'un bâtiment du début du XIXe siècle.
- Casa Pia Batlló, sur 17 rambla de Catalunya, intersection avec Gran Via (1891).
- Cases Àngel Batlló, 253-257 rue de Majorque. (1891)
- Cases Enric Batlló, 259 rue de Majorque  intersection avec le 75 passeig de Gràcia. (1895)
- Cases Àngel Batlló, 315 rue de Majorque. (1895)
- Casa Cabot, 8-10 et 12-14 rue Roger de Llúria (1901).
- Casa Dolors Calm, 54 rambla Catalunya. C'est une réforme de 1903 sur un bâtiment de 1879
- Casa Comas d'Argemir, 92 avenue de la République d'Argentine (1904).

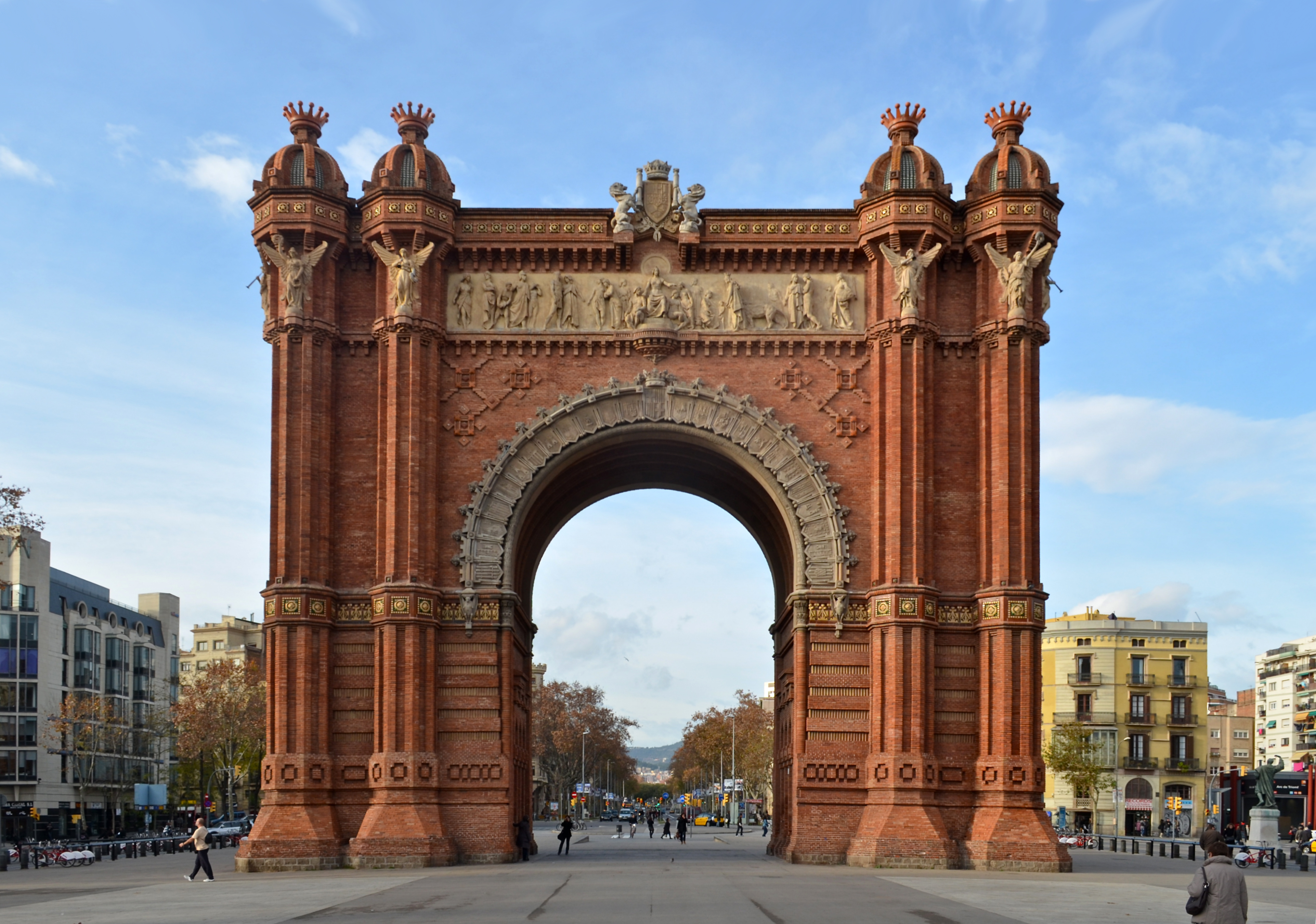
Arc de triomphe (Barcelone)
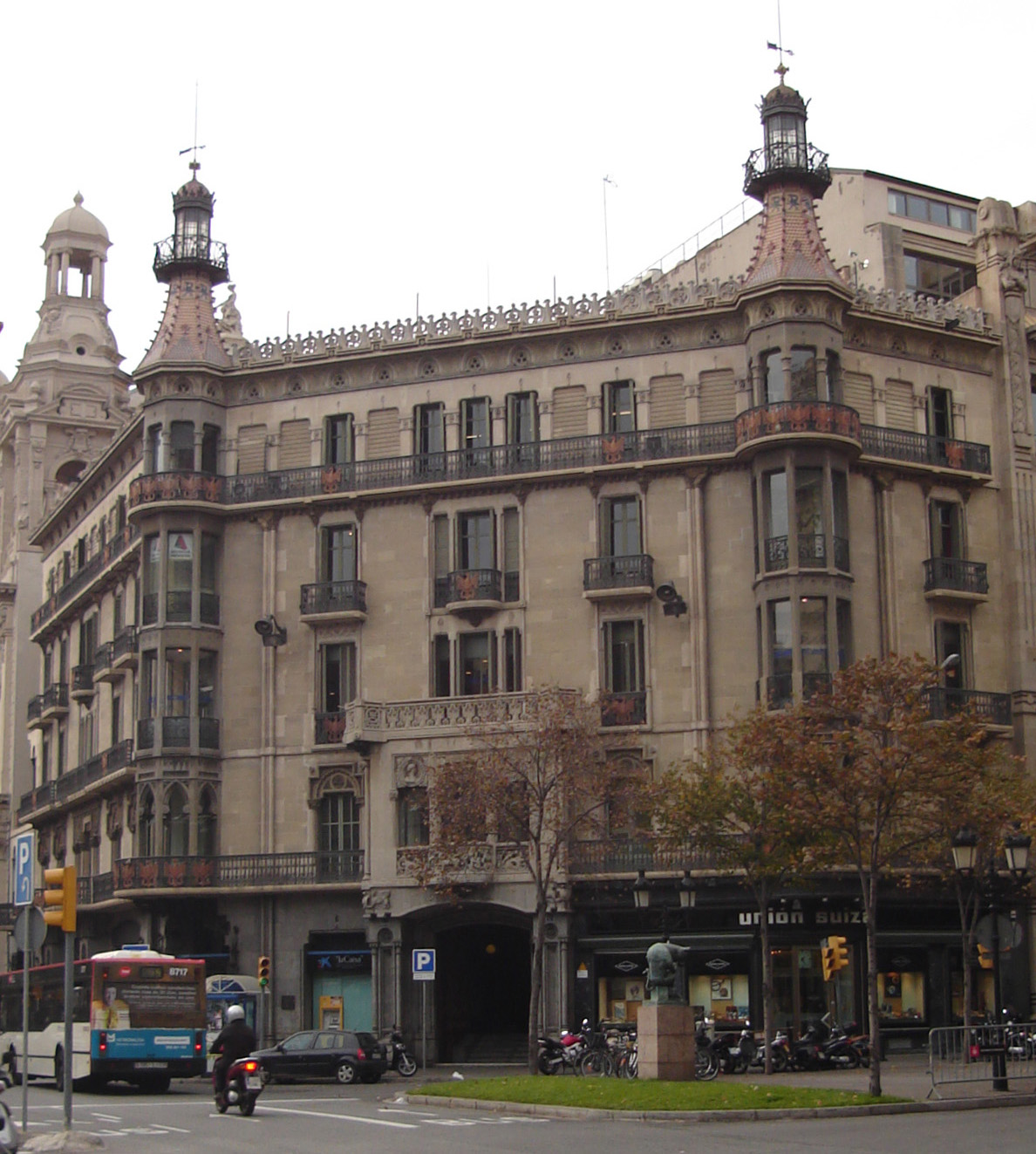
Casa Pia Batlló
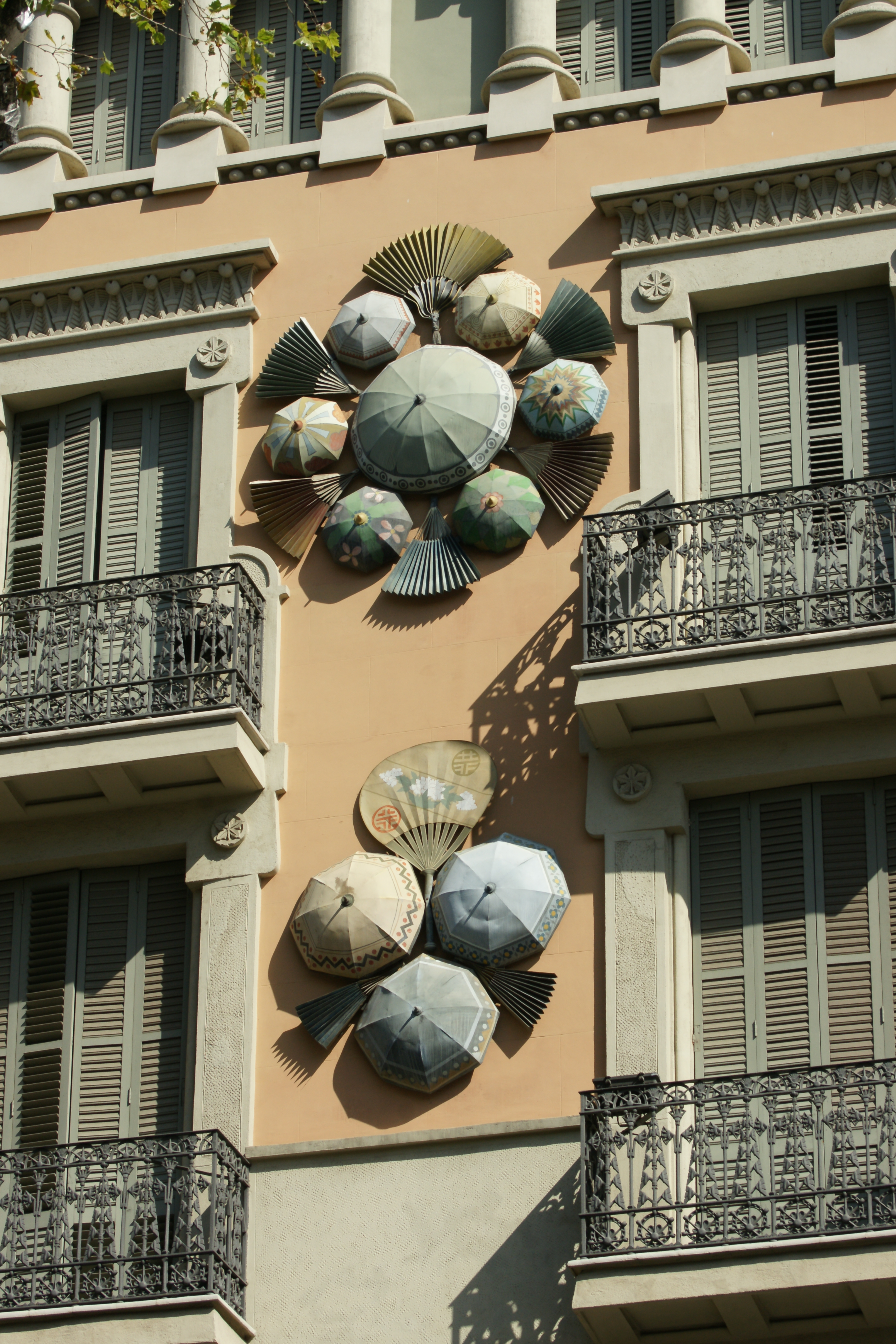
Casa Bruno Cuadros, connue sous le nom de maison des parapluie
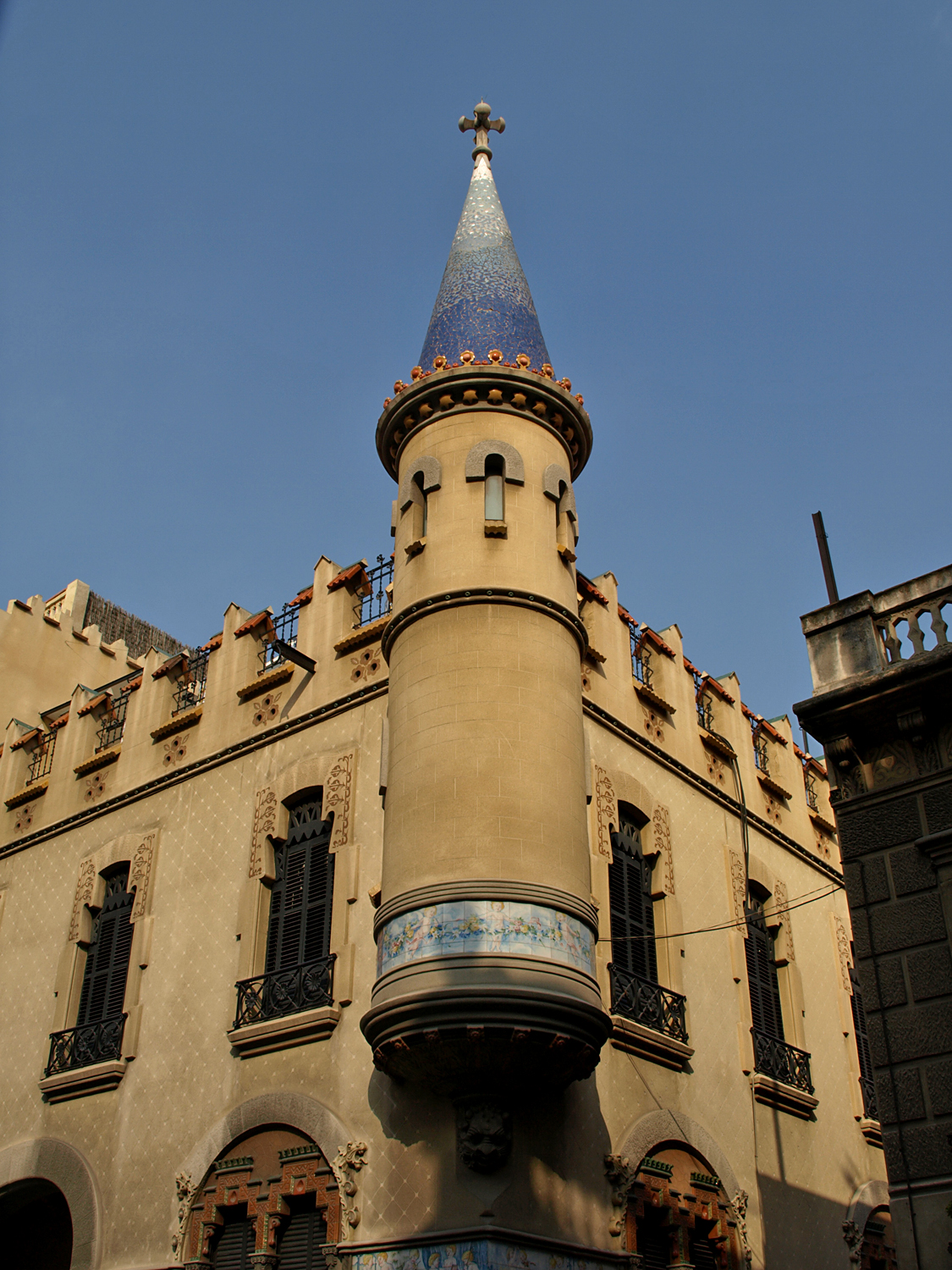
Casa Comas d'Argemir
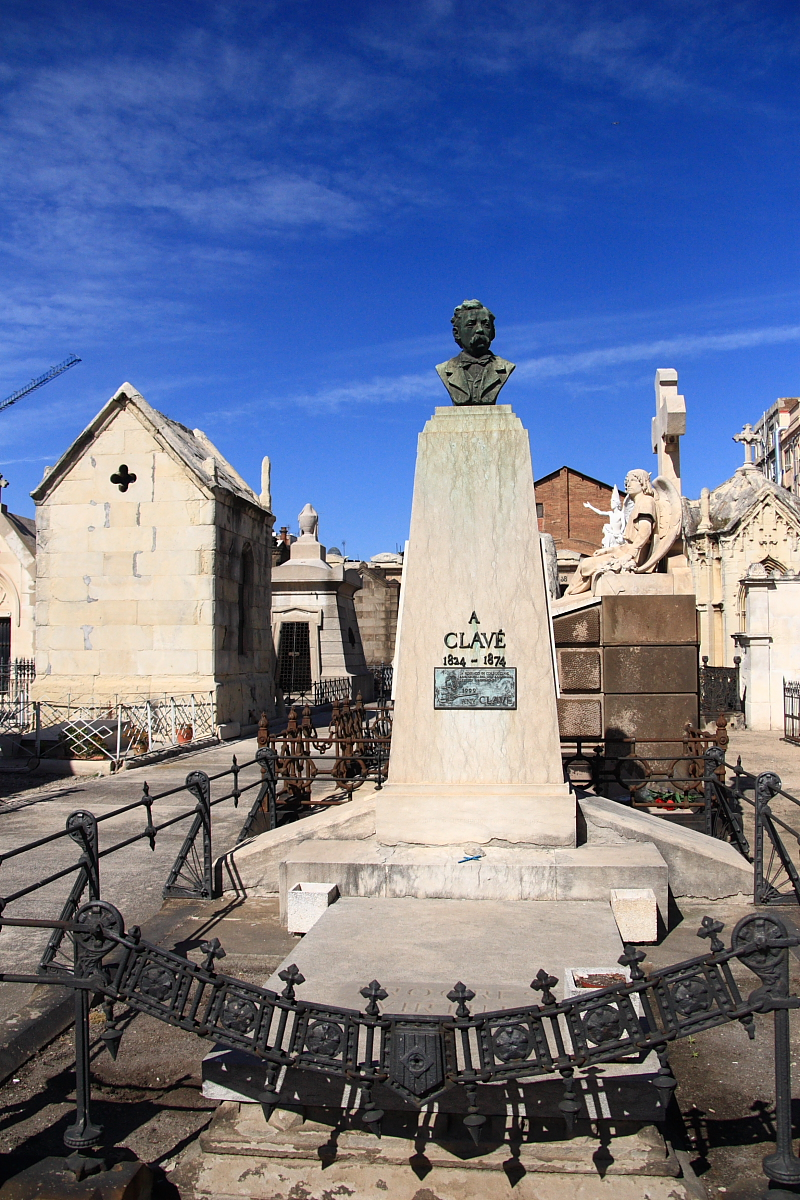
Panthéon d'Anselm Clavé au cimetière de Poble Nou (Barcelone)
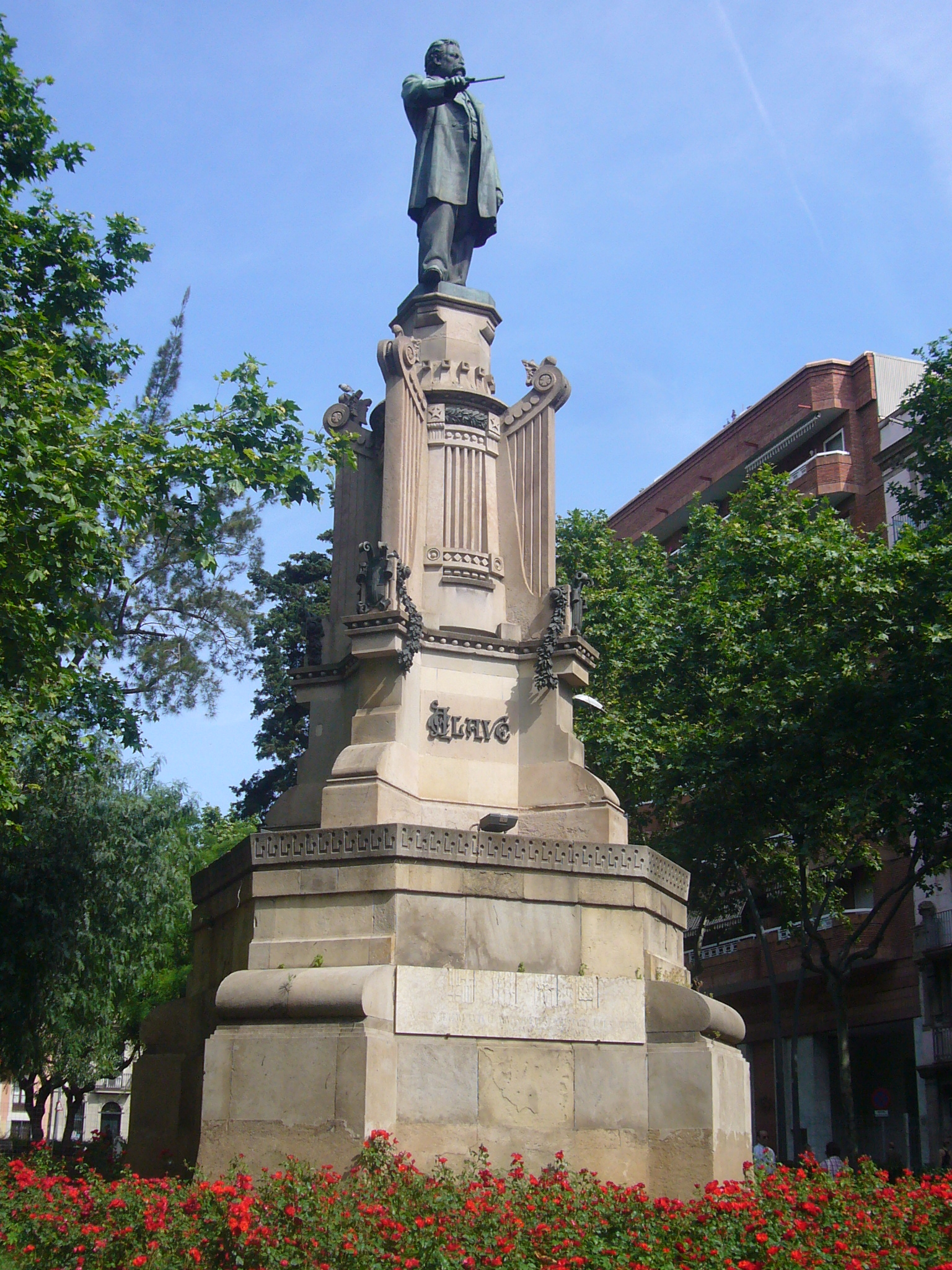
Monument à Anselm Clavé sur le passeig de Sant Joan